# 360'erne f.Kr.
Århundreder: 5. århundrede f.Kr. – 4. århundrede f.Kr. – 3. århundrede f.Kr.
Årtier: 410'erne f.Kr. 400'erne f.Kr. 390'erne f.Kr. 380'erne f.Kr. 370'erne f.Kr. – 360'erne f.Kr. – 350'erne f.Kr. 340'erne f.Kr. 330'erne f.Kr. 320'erne f.Kr. 310'erne f.Kr.
År: 369 f.Kr. 368 f.Kr. 367 f.Kr. 366 f.Kr. 365 f.Kr. 364 f.Kr. 363 f.Kr. 362 f.Kr. 361 f.Kr. 360 f.Kr.